# Consoante complexa
Consoantes co-articuladas ou consoantes complexas são consoantes produzidas com dois lugares simultâneos de articulação. Elas podem ser divididas em duas classes: consoantes duplamente articuladas com dois lugares primários de articulação da mesma maneira (ambas paradas, ou ambas nasais, etc.), e consoantes com articulação secundária, ou seja, uma segunda articulação não da mesma maneira.

## Classes

### Consoante duplamente articulada
Um exemplo de consoante duplamente articulada é a parada velar labial surda [k͡p], que é pronunciada simultaneamente no velum (a [k]) e nos lábios (a [p]).
Em praticamente todas as línguas do mundo que têm consoantes duplamente articuladas, são cliques ou velares labiais.

### Consoantes com articulação secundária
Um exemplo de consoante com articulação secundária é a oclusiva velar labializada surda [kʷ] que possui apenas uma articulação oclusiva, velar [k], com arredondamento simultâneo tipo uma aproximante com os lábios.
Existe um grande número de articulações secundárias comuns. Os mais frequentemente encontrados são labialização (como [kʷ]), palatalização (como as consoantes russas "suaves" como [pʲ]), velarização (como l ''escuro'' do inglês [lˠ]) e faringealização (como as consoantes enfáticas do árabe como [tˤ]).

### Distinção entre as duas classes
Como se poderia esperar da natureza semelhante à aproximada da articulação secundária, nem sempre é fácil dizer se uma consoante aproximada co-articulada como /w/ é duplamente ou secundariamente articulada. Em alguns dialetos do inglês, por exemplo, /w/ é um velar labializado que poderia ser transcrito como [ɰʷ], mas o /w/ japonês é mais próximo de um verdadeiro velar labial, [ɰ͡β̞]. É comum restringir a letra ⟨w⟩ para o primeiro fonema.

## Fones similares
A glote controla a fonação e funciona simultaneamente com muitas consoantes. Normalmente não é considerada um articulador, e um ejetivo como [kʼ], com fechamento simultâneo do véu e da glote, normalmente não é considerado uma consoante co-articulada.